# اودیسان
اودیسان (به لاتین: Odaesan) یک کوه در کره جنوبی است که در گانگ‌نئونگ واقع شده‌است. اودیسان ۱٬۵۶۳ متر بالاتر از سطح دریا واقع شده‌است.